# Lac Galarneau
Lac Galarneau är en sjö i Kanada.   Den ligger i regionen Outaouais och provinsen Québec, i den sydöstra delen av landet, 120 km nordväst om huvudstaden Ottawa. Lac Galarneau ligger 208 meter över havet. Arean är 6,7 kvadratkilometer. Den sträcker sig 5,2 kilometer i nord-sydlig riktning, och 3,7 kilometer i öst-västlig riktning.
I omgivningarna runt Lac Galarneau växer i huvudsak blandskog. Runt Lac Galarneau är det mycket glesbefolkat, med 3 invånare per kvadratkilometer.